# Haus Leipzig

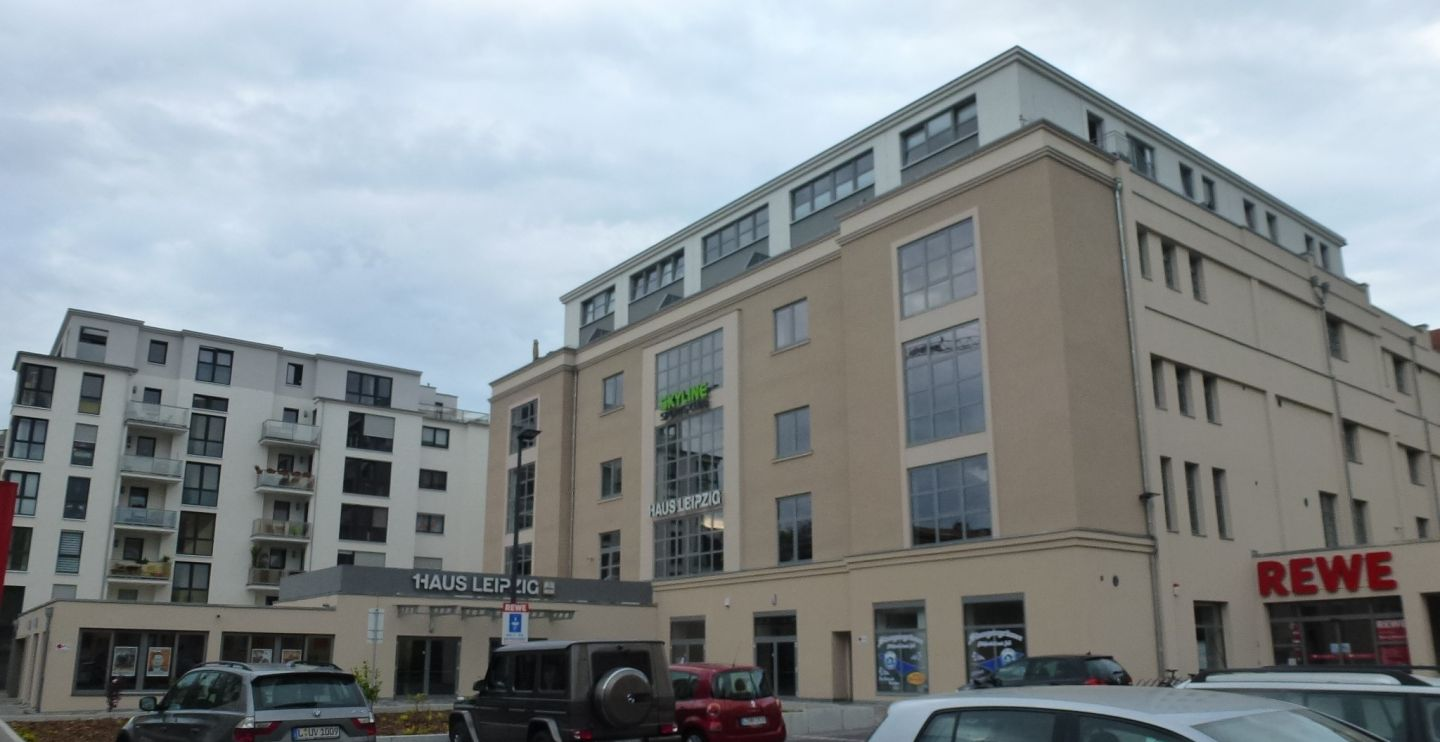
Haus Leipzig, Außenansicht 2015

Das hier beschriebene Haus Leipzig meint ein Gebäude in der Elsterstraße 22–24 in der Leipziger Westvorstadt, das seit 1946 als Veranstaltungsort von Konzerten, Bällen, Theater- und Kabarettaufführungen dient.

## Geschichte

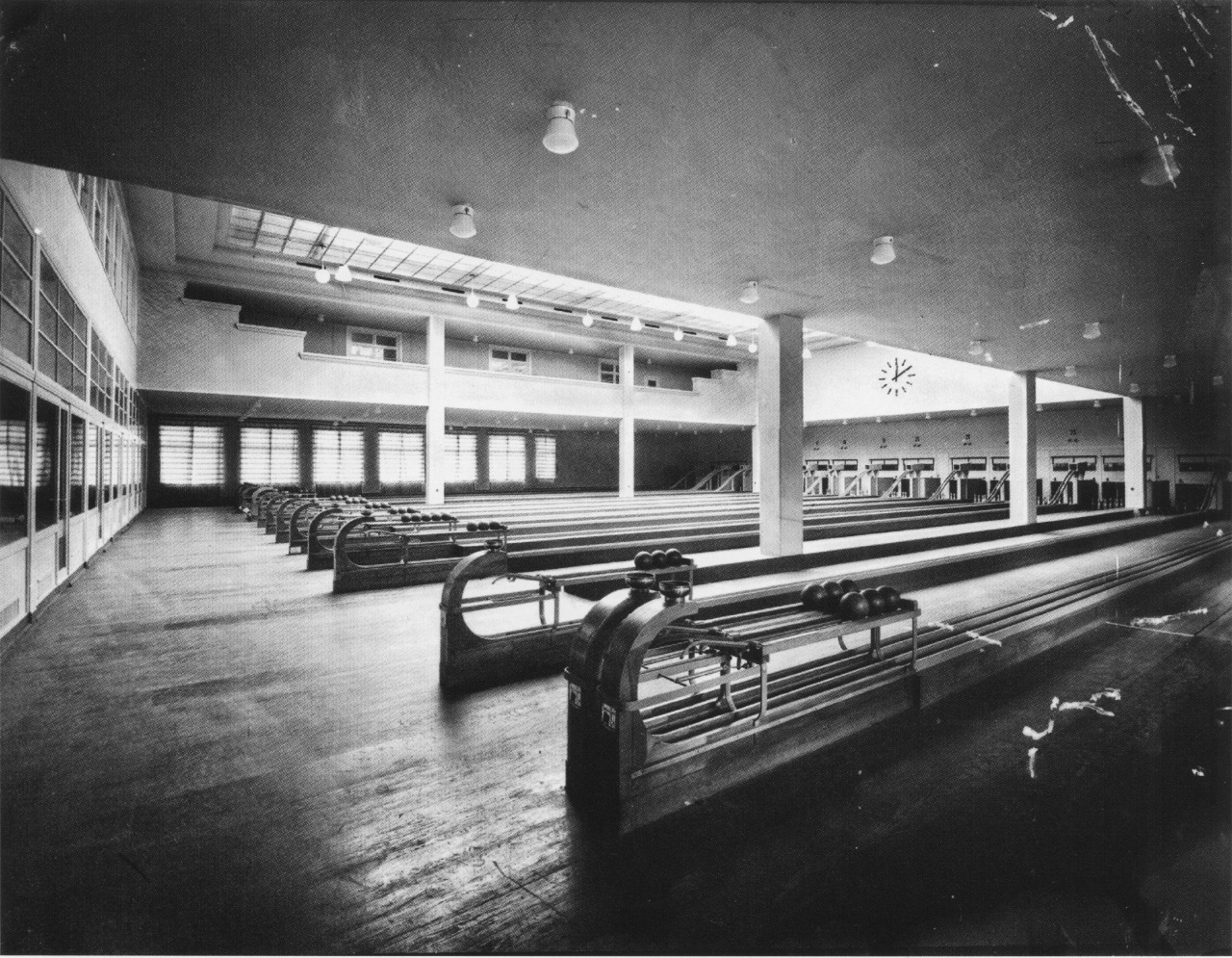
Innensicht der Großkegelanlage (1930)

Das Grundstück des Hauses Leipzig war bis 1927 mit einer in den Jahren 1888/89 erbauten Reithalle, dem Leipziger Tattersall, bebaut. Nach ihrem Abriss wurde das noch heute bestehende Gebäude auf einer Grundfläche von 1500 m² erbaut. In ihm wurde im Mai 1930 das sogenannte Großkeglerheim eröffnet. Zu dem Zeitpunkt war es mit 45 Bahnen die größte Einrichtung ihrer Art in Deutschland, hier fanden mehrere nationale und internationale Kegelwettkämpfe statt. Im Zweiten Weltkrieg wurde das Gebäude durch Luftangriffe stark beschädigt. 

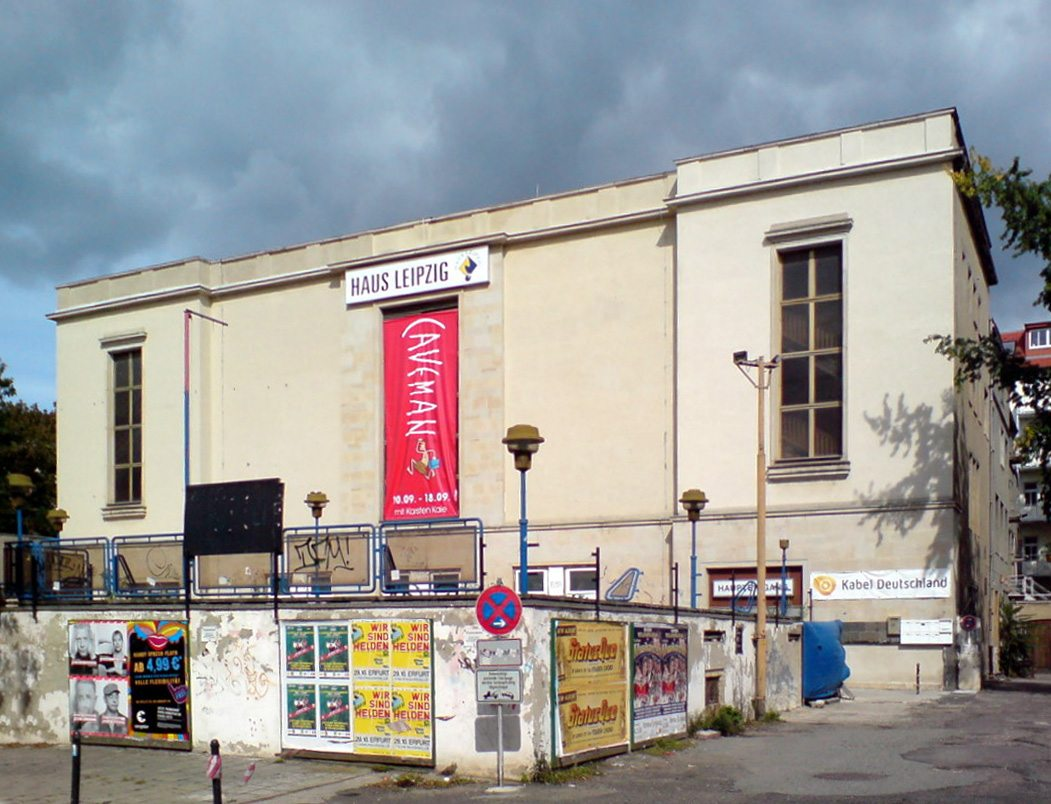
Außenansicht 2007

Unmittelbar nach Kriegsende wurde das Gebäude instand gesetzt. 1946 wurde das Haus von der sowjetischen Intourist GmbH übernommen und zu einem Hotel namens Haus Antifa ausgebaut. Die ehemalige Keglerhalle wurde dabei zu einem Tanzsaal umgestaltet, der Platz für 600 Personen bot. Ende 1953 wurde das Hotel Staatseigentum und in Haus Leipzig umbenannt. Von 1961 bis 1989 beherbergte das Gebäude den Zentralen Klub der Jugend und Sportler „Artur Becker“, später nur noch Zentraler Klub der Jugend „Artur Becker“, in dem unter anderem Tanzveranstaltungen stattfanden. 
Seit dem 1. Januar 1990 trägt das Gebäude wieder den Namen Haus Leipzig. Bis Ende 1997 wurde es von der Stadt Leipzig bewirtschaftet. Anschließend verpachtete die Stadt das Gebäude an den Sportverein Post Leipzig e. V., der den Tanzsaal renovierte und im Keller eine neue Kegelanlage einbaute. Ab 2005 wurde das Haus Leipzig von der ABC Verwaltungs-GmbH Leipzig verwaltet. 2009 wurde bekannt, dass ein Projektmanager aus Delitzsch in das Gebäude investieren will. 2014 wurde das neu gestaltete Haus Leipzig für Veranstaltungen mit bis zu 1.400 Personen wiedereröffnet. An das Gebäude schließt sich ein Supermarkt an.